# Spezialsenat
Ein Spezialsenat ist ein Spruchkörper beim Oberlandesgericht oder Bundesgerichtshof, der kein Straf- oder Zivilsenat ist. Die meisten Spezialsenate sind auf ein bestimmtes Sachgebiet im Berufsrecht spezialisiert.

## Spezialsenate beim Bundesgerichtshof
Spezialsenate des Bundesgerichtshofs setzen sich im Regelfall aus einem Vorsitzenden und zwei beisitzenden Mitgliedern des Bundesgerichtshofs sowie zwei Berufsangehörigen als ehrenamtliche Beisitzer zusammen. Am Bundesgerichtshof gibt es acht Spezialsenate.
- Kartellsenat nach § 94 Abs. 1 GWB
- Dienstgericht des Bundes nach § 61 Abs. 1 DRiG
- Senat für Notarsachen nach § 106 BNotO
- Senat für Anwaltssachen nach § 106 Abs. 1 BRAO
- Senat für Patentanwaltssachen nach § 90 Abs. 1 PAO
- Senat für Landwirtschaftssachen
- Senat für Wirtschaftsprüfersachen nach § 74 Abs. 1 WiPrO
- Senat für Steuerberater- und Steuerbevollmächtigtensachen nach § 97 Abs. 1 StBerG